# Xiu Xiu
Xiu Xiu ( /ˈʃuːʃuː/ SHOO-shoo)es un trío de art pop y posindustrial originaria de San José (California), pero establecida en Seattle (Washington). Es una banda fundada por el cantautor Jamie Stewart en el 2002, quien ha sido el único componente que ha permanecido en la banda desde su formación. La agrupación se conformó inicialmente por Stewart, Angela Seo, Thor Harris, y Jordan Geiger. En ocasiones son acompañados por Cory McCulloch. Por sus filas han pasado músicos tales como Lauren Andrews, Yvonne Chen, Sam Mickens y Jherek Bischoff. Algunos de ellos, incluido McCulloch, habían tocado junto a Stewart en bandas anteriores como Ten in the Swear Jar y IBOPA. El nombre del grupo fue tomado de la película, Xiu Xiu: The Sent Down Girl de la directora china Joan Chen

## Discografía

### Álbumes
- Knife Play - 2002
- Chapel of the Chimes - 2002
- A Promise - 2003
- Fabulous Muscles - 2004
- La Forêt - 2005
- Tu Mi Piaci - 2006
- The Air Force - 2006
- Creep Show (con "Grouper") - 2006
- Women As Lovers - 2008
- Dear God, I Hate Myself - 2010
- Always - 2012
- Nina (álbum tributo) - 2012
- Angel Guts: Red Classroom - 2014
- Unclouded Sky - 2014
- MERZXIU (con Merzbow) - 2015
- Plays the music of Twin Peaks (álbum tributo) - 2016
- FORGET - 2017
- Girl With Basket of Fruit - 2019
- OH NO - 2021
- Ignore Grief - 2023
- 13" Frank Beltrame Italian Stiletto with Bison Horn Grips - 2024

### Otros lanzamientos
- Fag Patrol (álbum recopilatorio) - 2003
- Single de 7 pulgadas compartido con This Song Is a Mess but So Am I - 2004
- Single de 7 pulgadas compartido con Bunkbed - 2004
- Fleshettes CD-single - 2004
- Xiu Xiu/Devendra Banhart Single de 7 pulgadas compartido con Devendra Banhart - 2005
- Life and Live (álbum en directo) - 2005
- Single de 7 pulgadas compartido con Kill Me Tomorrow - 2005
- Single de 7 pulgadas compartido con The Paper Chase - 2005
- Xiu Xiu/The Dead Science Single de 7 pulgadas compartido con The Dead Science -2005
- picture disc Single de 7 pulgadas con fotografías de David Horvitz - 2006